# Comes Tingitaniae

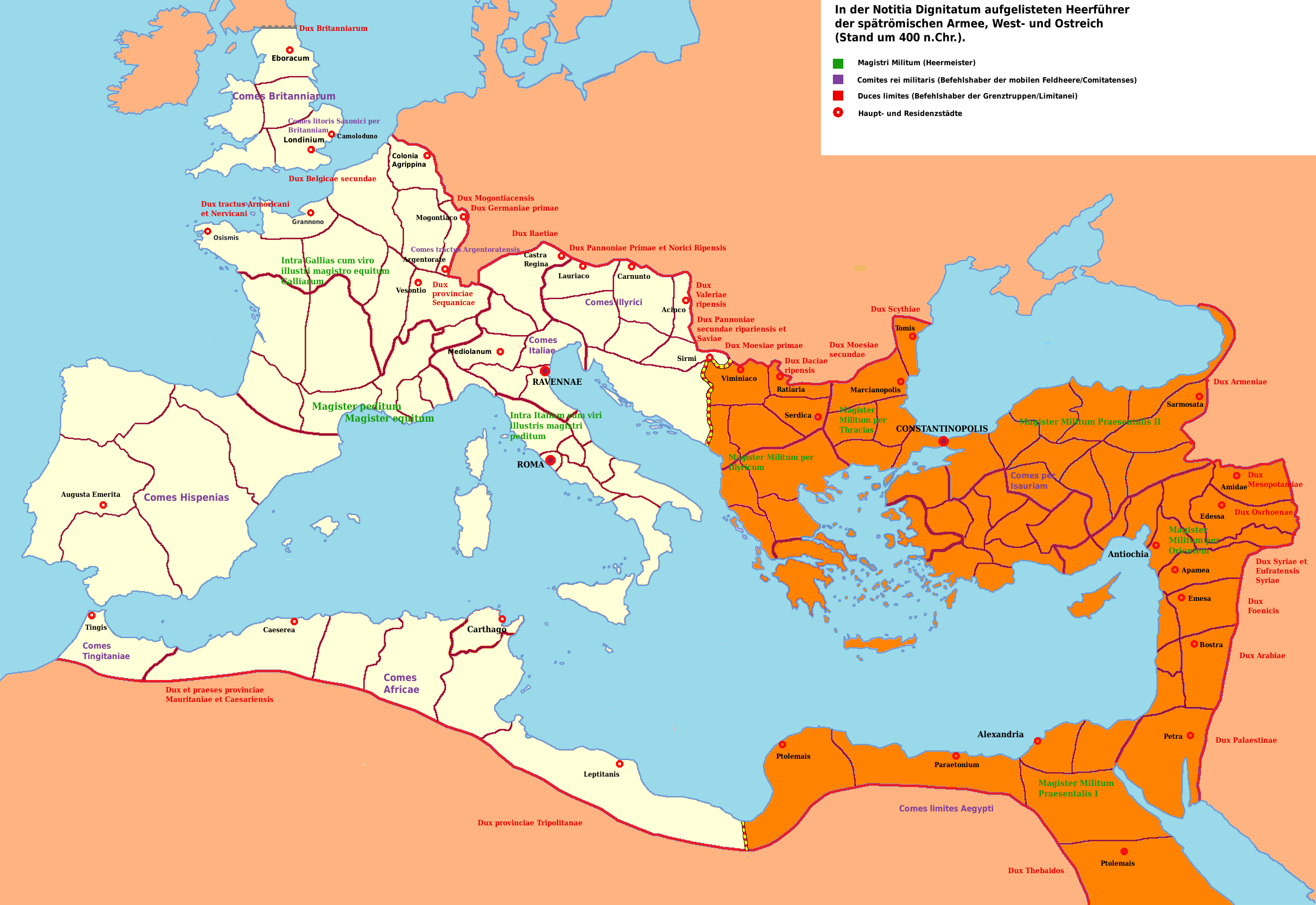
Heerführer der Comitatenses und Limitanei im 5. Jahrhundert n. Chr.

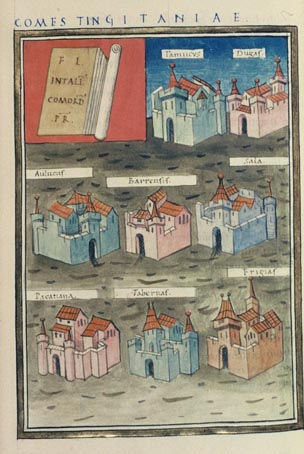
Notitia Dignitatum, Kastelle unter dem Befehl des Comes: Tamucus, Dugas, Aulucus, Bariensis, Sala, Pacatiana, Tabernas, Frigias
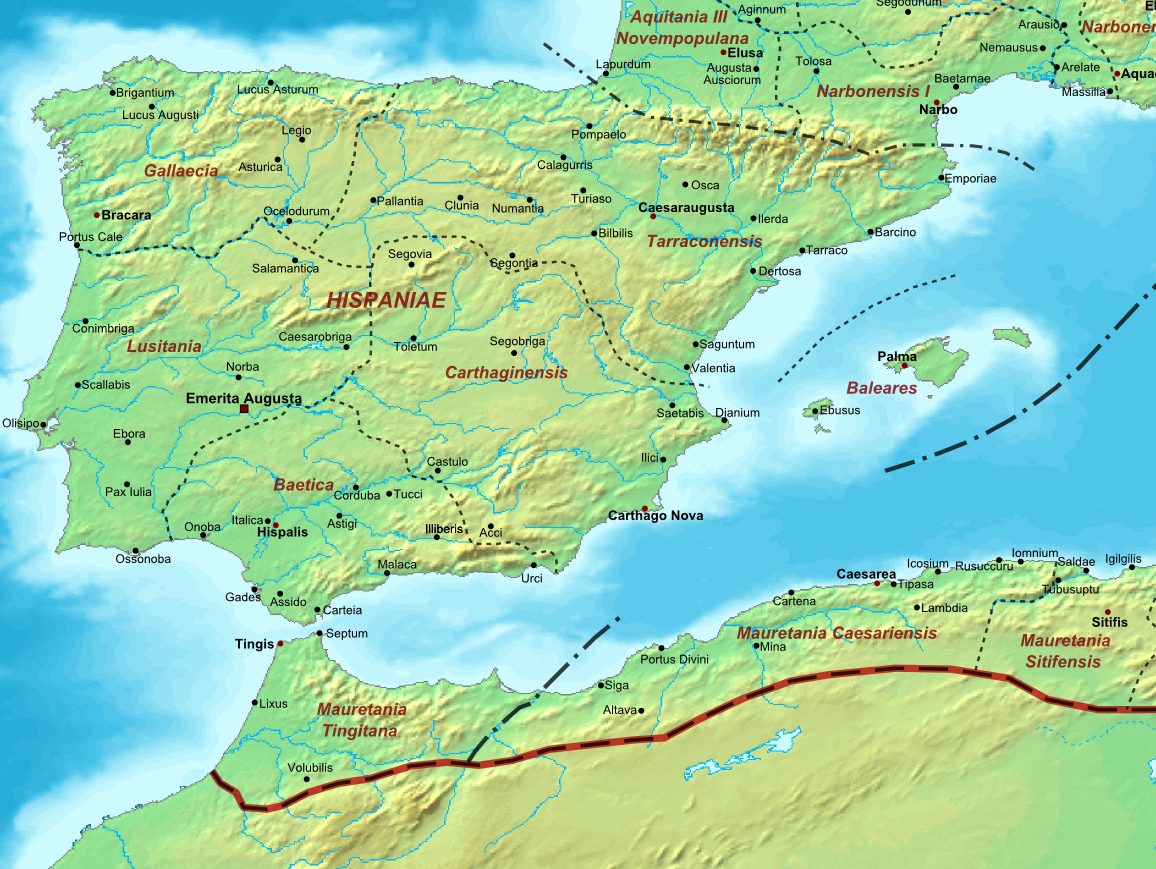
Die hispanischen und mauretanischen Provinzen im 5. Jahrhundert

Der Comes Tingitaniae  (Graf der Tingitanae) war ein hoher Offizier in der weströmischen Armee und spätestens ab dem 4. Jahrhundert Kommandeur der im westlichen Nordafrika stationierten Comitatenses und Limitanei.
Der Zuständigkeitsbereich (comitativa) des Comes rei militaris erstreckte sich auf den Limes der Tingitanae, im Nordwesten Afrikas, heute der nördliche Teil von Marokko, einschließlich der Territorien der heutigen spanischen Enklaven Ceuta und Melilla, sowie das westliche Algerien. Die Provinz erstreckte sich von der Halbinsel gegenüber dem Felsen von Gibraltar, über Chellah (oder Sala) und Volubilis im Süden bis hin zum Fluss Oued Laou im Osten. Provinzmetropole war die Stadt Tingis (Tanger), nach der sie auch benannt wurde.
Seine direkten Vorgesetzten waren zur Zeit der Abfassung der westlichen Notitia Dignitatum (nach 420) der Magister peditum praesentalis (Oberbefehlshaber der Infanterie) als auch der Magister equitum praesentalis (OB der Kavallerie).
In der Rangordnung des spätrömischen Reichsadels nahm der Comes die Stellung eines vir spectabilis ein.
Namentlich bekannte Comites:
- Flavius Memorius (Mitte 4. Jahrhundert)

## Entwicklung
Das Territorium der Mauretania Tingitana war auf Grund seiner schwierigen Topographie nur schwer zu beherrschen und zu verteidigen. Im Nordosten waren besonders die Stämme des Rifgebirges ein ständiger Anlass zur Sorge. Obwohl die Militärreformen Diokletians die römischen Grenzen weitgehend stabilisierten, konnten weder er noch sein Mitregent Maximian während ihres Africafeldzuges von 297 bis 298 nach schweren Angriffen der Baquates die südliche Tingitania wieder von ihnen zurückerobern. Die römische Armee kontrollierte danach nur mehr einen rund 100 Kilometer breiten Landstreifen zwischen der Küste und dem Süden. Im Osten der Provinz fällt das Rifgebirge bis zum Meer ab und blockierte die direkte Landverbindung zwischen den beiden mauretanischen Provinzen. Während Diokletians Herrschaft wurde die Tingitana der Dioecesis Hispaniae zugeschlagen. Die östlich gelegene Nachbarprovinz Mauretania Caesariensis hingegen gehörte zur Dioecesis Africae. Der Limes der Tingitana benötigte die spanischen Provinzen auch als sicheres Hinterland, von dem aus seine Soldaten versorgt werden konnten. Dies konnte von Hispanien aus besser bewerkstelligt werden als von Africa. Darüber hinaus erhöhte ein Sperrverband in Tingitanien auch die Sicherheit der Bewohner der iberischen Halbinsel. Von 429 bis 534 fielen beide Provinzen an das Reich der Vandalen. Teile der Tingitania, Caesariensis sowie Sitifensis gehörten nach der Vernichtung des Vandalenreiches durch den oströmischen Feldherrn Belisar im 6. Jahrhundert zum Oströmischen Reich, bis die islamische Expansion im 7. Jahrhundert auch dort der Herrschaft Ostroms ein Ende setzte.

## Verwaltungsstab
Das Officium (Verwaltungsstab) des Comes umfasste folgende Ämter:
- Principem ex officis magistrorum militum praesentalium alternis annis (Kanzleileiter aus dem Stab des Heermeisters, er wurde alle zwei Jahre vom Heermeister neu bestellt)
- Numerarios utrosque (Zahlmeister)
- Commentariensem utrumque (Buchführer und Rechtskundiger)
- Adiutorem (Assistent)
- Subadiuuam (Hilfskraft)
- Regrendarium (Verwalter oder Archivar)
- Exceptores (Schreiber)
- Singulares et reliquos officiales (Leibwächter/Ordonnanzen)[1]

## Truppen
Obwohl in der Truppenliste (sub dispositione) des Comes nur Limitaneiformationen angegeben werden, standen dort auch Einheiten der Comitatenses. Die in der Notitia aufgelistete Feldarmee der Tingitana bestand aus Legiones comitanenses- Reiter- und Auxilia palatina-Einheiten der Provinzgarde. Sie werden auch in der Truppenliste des Comes Africae angeführt. Möglicherweise waren sie bei Abschluss der westlichen Notitia aber bereits woandershin verlegt worden. Die Garnisonen der Provinz waren in der Nähe der Flüsse Oued Laou und Oued Loukos konzentriert.

## Distributio Numerorum
Laut der ND Occ. standen dem Comes folgende Einheiten zur Verfügung:
| Offiziere/Einheit/Kastelle                           | Bemerkung | Abbildung |
| ---------------------------------------------------- | --- | --------- |
|                                                      | Comitatenses |           |
| Mauri tonantes seniores (Auxilia palatina)           | Eine Einheit der Statthaltergarde. Die einheimischen Mauri wurden von den Römern bevorzugt als Soldaten für die leichte Kavallerie angeworben. Mauri war aber in der römischen Armee vermutlich nicht nur ein Begriff für die ethnische Zugehörigkeit, sondern galt auch als Bezeichnung für eine leicht bewaffnete Infanterie oder Reitereinheit. Der Zusatz Tonantes bedeutet "die Donnernden". Als das Reich 364 zwischen Valens und Valentinian I. aufgeteilt wurde, teilte man auch die Armee. Als seniores bezeichnete man die „älteren“, im Westen verbliebenen Stammeinheiten, als iuniores ihre „jüngeren“, im Osten stationierte Abspaltungen. |           |
| Mauri tonantes iuniores (Auxilia palatina)           | Eine Einheit der Statthaltergarde. Eine Inschrift aus Cherchel (Caesarea) im heutigen Algerien, erwähnt die equitum itemque peditum iuniorum Maurorum iure, sie könnte sich auf diese Einheit beziehen. Eine gemischte Einheit (Reiter/Infanterie) aus Mauren wird in der Notitia allerdings nicht erwähnt. |           |
| Constantiniani                                       | Dieselbe Einheit, die Constantiaci, oder auch Legiones comitatenses Secunda Flavia Constantiniana stand ebenfalls in Africa. Sie wurde wahrscheinlich unter Kaiser Konstantin I. oder seinem unmittelbaren Nachfolger aufgestellt. Auch die Legio Secunda Flavia Virtutis in der Armee des Comes Africae könnte aus ihr hervorgegangen sein. |           |
| Septimani iuniores                                   | Eine Vexillation der Septimani iuniores stand auch als Pseudocomitatenses in der gallischen Feldarmee. Vermutlich identisch mit den Septimani die – ebenfalls als Pseudocomitatenses – in der Armee des Magister Peditum angeführt sind. Sie scheinen allerdings auch in der Italienarmee als Septimani iuniores auf. |           |
| Equites scutarii seniores                            | Die o.a. Einheit wird auch in der Armee des Comes Africae aufgelistet. Die Equites scutarii findet sich jedoch in keiner der westlichen Feldarmeen. Es ist interessant, dass diese Einheit in den Reihen der westlichen Vexillationes Comitenses erst am Listenende angeführt und noch dazu in der entlegenen Tingitana stand. Vielleicht hatte die Einheit einen gescheiterten Usurpator (vielleicht den Comes Gildo) unterstützt, und war deswegen herabgestuft und an einen abgelegenen Stützpunkt versetzt worden. |           |
| Equites sagittarii seniores                          | |           |
| Equites Cordueni                                     | Diese Bogenschützeneinheit stammt vermutlich aus der Region Corduele in Mesopotamien (griechisch: Gordyene). Sie wurde von den Römern während Kaiser Jovians Rückzug aus Persien wieder aufgegeben. Wahrscheinlich wurde auch die Ala quintadecima Flavia Carduenorum, stationiert im Kastell Caini, Armee des Dux Mesopotamiae, dort rekrutiert. |           |
|                                                      | Limitanei |           |
| Praefectus alae Herculeae, Tamuco                    | |           |
| Tribunus cohortis secundae Hispanorum, Duga          | |           |
| Tribunus cohortis primae Herculeae, Aulucos          | |           |
| Tribunus cohortis primae Ityraeorum, Castrabariensis | |           |
| Tribunus cohortis.....Sala                           | |           |
| Tribunus cohortis Pacatianensis, Pacatiana           | Diese Truppe war im Kastell von Pacatiana stationiert; es wäre möglich, dass eine Vexillation von ihr später als Pacatianenses in die illyrische Feldarmee eingereiht wurde. Wo Pacatiana genau lag ist unsicher, vermutlich im Norden des heutigen Marokko. |           |
| Tribunus cohortis tertiae Hastorum, Tabernas         | |           |
| Tribunus cohortis Friglensis, Friglas                | |           |